# Централна Финландия
Централна Финландия (на фински: Keski-Suomi, на шведски: Mellersta Finland) е една от 19-те области на Финландия. Състои се от северната част на историческата провинция Хяме и най-западната част на историческата провинция Саво. През 1960 г. се отделя от провинция Вааса и се обособява като отделна провинция. Така просъществува до 1997 г., когато е включена в краткотрайната провинция Западна Финландия. Регионът Централна Финландия географски погледнато е по-наюг от центъра на Финландия, тъй като Лапландия се счита за отделна географска единица. Административно седалище и най-големият град в Централна Финландия е Ювяскюля.

## Общини
Централна Финландия е разделена на 23 общини (кунта), шест от които имат статут на град (каупунки).